# Барум (Ильцен)
Барум (нем. Barum) — община в Германии, в земле Нижняя Саксония.
Входит в состав района Ильцен. Подчиняется управлению Бефензен. Население составляет 790 человек (на 31 декабря 2010 года). Занимает площадь 22,25 км².
Коммуна подразделяется на 3 сельских округа.